# 2 Sturköpfe im Dreivierteltakt
2 Sturköpfe im Dreivierteltakt ist eine deutsche Filmkomödie aus dem Jahr 2017. In den Hauptrollen spielen Herbert Knaup und Uwe Ochsenknecht ein ungleiches Duo, das sich vorübergehend um eine Tanzschule kümmern muss. Im Fernsehprogramm lief der Film erstmals am 10. März 2017 im Ersten.

## Handlung
Nachdem sich Tanzlehrerin Isolde bei der Ausübung ihrer Arbeit das Bein bricht, schickt sie zwei ihrer Exfreunde, Hans und Joachim, einen Brief mit der Bitte, für die Zeit ihrer Genesung die Tanzschule vorübergehend zu leiten. Beide können sich nicht sonderlich leiden, dazu sind sie zu unterschiedlich. Hans lebt in den Tag hinein und wurde gerade von seiner Frau vor die Tür gesetzt, der frühberentete Joachim ist äußerst zwanghaft und auf Ordnung ausgerichtet. Für die beiden ist der jeweils andere ein Schmarotzer beziehungsweise ein Pedant. So ergänzen sie sich und sind für Isolde eine ideale Kombination für ihre Schule. Isolde spielt die beiden zunächst geschickt gegeneinander aus, um sie für ihre Zwecke gewinnbringend zu manipulieren.
Die Tanzkurse kommen sowohl bei den jungen als auch den älteren Kunden gut an, insbesondere wegen der Talente von Tanzlehrerin Martha. Trotz einiger Anlaufschwierigkeiten freunden sich Hans und Joachim an und durchschauen nach und nach den Plan ihrer Ex. Zunächst sehen sie sich allerdings mit weiteren Problemen konfrontiert. Aufgrund eines Wasserschadens in der Schule muss Joachim den wohnungslosen Hans bei sich aufnehmen, was ein gewisses Konfliktpotential beinhaltet. Martha wird immer wieder von ihrem Mann Wolfgang misshandelt, sodass Hans und Joachim auch hier helfen müssen. Wolfgang wirft aus Rache einen Molotowcocktail in die Schule, in der sich gerade auch der gemeinsame Sohn Carlo befindet. Dieser kann sich und seine Freundin jedoch rechtzeitig vor dem Feuer in Sicherheit bringen.
Hans und Joachim haben mittlerweile selbst einen raffinierten Plan ins Auge gefasst und drehen als Reaktion auf Isoldes Manipulationen den Spieß einfach um. Da sich Joachim auch um den neuen Pachtvertrag kümmern sollte, hat er einfach sich und Hans zu den neuen Pächtern gemacht. Eigentlich wollte Carlo mit den Tanzschülern ein Werbevideo in der Schule drehen. Aufgrund der Brandfolgen verlegen sie den Dreh an den Brunnen vor dem Münchener Friedensdenkmal. Dies bringt ihnen etliche Klicks und zusätzliche Anmeldungen, sodass beide die Leitung der Tanzschule fortführen können.

## Produktion
Der Film wurde vom 19. April 2016 bis zum 23. Mai 2016 in München gedreht.

## Rezeption

### Kritiken
Das Lexikon des internationalen Films schreibt: „Amüsante (Fernseh-)Buddy-Komödie, die sich weitgehend auf die üblichen Klischees einer Männerfreundschaft verlässt, immerhin aber den beiden Hauptdarstellern viel Raum zum kauzigen Spiel gibt.“
Kritiker Tilmann P. Gangloff kommt in seiner Bewertung bei tittelbach.tv auf insgesamt 4 von 6 möglichen Sternen. Der Film käme „nach kleinen Startschwierigkeiten immer besser in Schwung und entwickelt sich vor allem auch dank der vielen gelungenen Tanzszenen zu einem Film voller Lebensfreude“.
Die Redaktion der TV Spielfilm gibt dem Film einen Daumen nach oben, zeigt sich aber auch kritisch gegenüber dem Skript. Lob gibt es vor allem die Darstellung der Figuren durch Knaup und Ochsenknecht. Hier könnte das Publikum „zwei Vollblutdarstellern dabei zusehen, wie sie aus nicht ganz so gutem Material noch das Beste machen“.

### Einschaltquoten
Die Erstausstrahlung am 10. März 2017 im Ersten sahen insgesamt 3,85 Millionen Zuschauer. Dies bedeutete einen Marktanteil von 12,3 %.